# Romániai magyar könyvtárak
A könyvtár a romániai magyar művelődés egyik intézményes kerete, mely az iskolák mellett leginkább tekinthet vissza folyamatosságra.

## Arad
Már 1919 előtt a városi és községi könyvtár töltötte be a legátfogóbb közművelődési szerepet. Széles körű olvasóközönség igényeit elégítette ki pl. az a nyilvános könyvtár, amelyet Arad város törvényhatósága a Kölcsey Egyesülettel karöltve az új Kultúrpalotában 1913-ban nyitott meg s az 1919-ben megújított szerződés értelmében közösen vállalt anyagi áldozatok révén 50 000 kötetes közkönyvtárrá fejlesztett ki.

## Temesvár
Hasonló jelentőségű volt a Városi Könyvtár Temesvárt is, ahol az addig városnegyedenként szétszórtan működő intézményi könyvtárakat egy 1904-es alapító okmánnyal közös Városi Könyvtárba tömörítették, s ugyanakkor gondot fordítottak az ún. fiókkönyvtárak (így az 1921 és 1922 között létesült Gyárvárosi és Várbeli) fejlesztésére is. E közkönyvtár-hálózat kiépítésének sajátossága, hogy 1933-ban jóváhagyott működési szabályzata a tudományos kutatás támogatását is feladatul tűzte ki, s evégett hatáskörébe utalta az ún. Banatica-gyűjtemény, azaz a Bánságra vonatkozó nyomtatványok és dokumentumok gyarapítását.

## Nagyvárad
Nagyváradon a lakosság szélesebb rétegeinek igényét kielégítő közkönyvtárak alapításának gondolata az 1870-es években merült fel, s a századforduló táján a Szigligeti Társaság szervezésében már négy ingyenes népkönyvtár (a váraljai, újvárosi, réti és külvárosi) működött. Magvát a miniszteri rendeletre létesített községi tanítói könyvtár alkotta, de állagát több értékes könyvtártest (így Bunyitay Vince történész hagyatéka) gyarapította, sőt, ha a háborús viszontagságok meg nem akadályozzák, Tabéry Géza is Nagyvárad város közgyűjteményeinek szánta a maga könyvtárát. A nagy látogatottságnak örvendő magyar nyelvű szépirodalmi és tudományos könyvtár könyveinek betűrendes címjegyzékét Soós András könyvtáros állította össze az 1940-es években.

## Marosvásárhely
Marosvásárhelyen a lakosság valamennyi rétege számára az újonnan épített Művelődési Palotában közkönyvtár is nyílt 1913-ban, s ennek már az 1920-as évek elején közel 12 000 kötet, 1944-re 62 954 kötet volt birtokában. A szokatlanul gyors ütemű fejlődés a könyvtár két lelkes igazgatójának, Molnár Gábornak (1913-36) és Aurel Filimonnak (1936-40) érdeme, akik másfél évtizedes együttműködésük alatt – utóbbi 1922-ben került a könyvtár kötelékébe – nemcsak a Transylvanica-gyűjteményt gyarapították nagy szakértelemmel, hanem súlyt fektettek a társadalomtudományi részleg fejlesztésére is, beleértve a munkásmozgalmi kiadványokat.

## Kolozsvár
Kolozsvárt a számos országos hatáskörű kulturális intézmény működése hosszabb ideig fölöslegessé tette egy külön nyilvános könyvtár létesítését. Ez a magyarázata, hogy miért csak 1921-ben nyílt meg az Egyetemi Könyvtár földszintjén a Népkönyvtár 6000 kötetnyi törzsállománnyal, amely évről évre szaporodott (1925-ben például 520 kötettel) s átlag háromszáz olvasónak bocsátott naponta időszaki sajtótermékeket is a rendelkezésére.

## Iskolai könyvtárak
A romániai magyar könyvkultúra legcselekvőbb bázisai azonban a múltban a gazdag iskolai könyvtárak voltak. Közülük Kolozsvárt a piarista Lyceum-könyvtár és a Református Kollégium Nagykönyvtára 1940-ig egyetemi könyvtári funkciókat is betöltött azáltal, hogy könyvtárosaik (György Lajos, ill. Csűry Bálint, majd Brüll Emánuel) igyekeztek egyetemi hallgatók felkészüléséhez szükséges forrásmunkákat beszerezni, amelyek a tanszékeken, ill. a Központi Egyetemi Könyvtárban nem voltak hozzáférhetőek. Hasonló szerep hárult 1940 után Temesvárt a Kegyesrendi Gimnázium Könyvtárára is, midőn az átmenetileg a városba költöztetett kolozsvári román Természettudományi Kar egyik bázisává vált. Szinte minden iskolavárosnak megvolt a maga könyvmúzeum rangú könyvgyűjteménye.
Sajnos, a két világháború között még működött iskolai könyvtárak java része eredeti formájában ma már nem tölti be hivatását; olykor már ebben az időszakban más intézmények könyvtárába olvasztották be őket vagy a második világháborút követően gyakorlatilag nyomuk veszett. A Mihail Halici hagyatékát is megőrző szászvárosi Kun-kollégium könyveit 1924 után kolozsvári református tanügyi intézmények (a Református Kollégium, a Református Leánygimnázium, a Református Theologiai Fakultás) között osztották szét. Más történelmi könyvtárak, így a Pray György könyveit is magába foglaló nagyváradi Római Katolikus Papnevelő Intézet és a Premontrei Főgimnázium román vonatkozásban is érdekes könyvei megsemmisültek vagy eltűntek. Éppen ezért az iskolai könyvtárak történetétől elválaszthatatlan azok emlékezete, akik, mint Csűry Bálint, majd Brüll Emánuel vagy György Lajos, a marosvásárhelyi Református Kollégiumi Könyvtár őreként pedig Kováts Benedek céltudatosan dolgoztak fejlesztésükön, ill. mint Musnai László Nagyenyeden, már-már életüket kockáztatták megóvásukért.

## Közületi könyvtárak
Sokrétű és sajátos funkciókat töltöttek be az ún. közületi könyvtárak, azaz a közművelődési egyesületek, egyházak, munkásotthonok, szakszervezetek, ipartestületek és más intézmények létesítette és fenntartotta gyűjtemények. Közülük a legjelentősebbnek, az Erdélyi Nemzeti Múzeum könyv- és kézirattárának működése szorosan egybefonódott a kolozsvári Egyetemi Könyvtáréval, ebben a keretben ugyanis az állammal még 1872-ben, majd 1894-ben és 1943-ban megújított szerződés szerint úgy állott a közművelődés és a tudományosság rendelkezésére, hogy az EME továbbra is fenntartotta tulajdonjogát, sőt saját erejéből tovább is fejlesztette saját állományát. Noha jellegénél fogva az iskolai könyvtárak kategóriájába tartozik, az EME anyagát ebben az időszakban kiegészítette a Ferenc József Tudományegyetem magyar nyelv- és irodalomtörténeti tanszékének szemináriumi könyvtára, amely Kristóf György professzor irányítása alatt állott. A városban számos szakszervezeti könyvtár is működött, s ezek legális munkásmozgalmi feladatokat teljesítettek. Érthető tehát, hogy könyvállományuk java része a történelmi viszontagságok közepette nyomtalanul szétszóródott. Ugyancsak Kolozsvárról irányították az EMKE népművelést szolgáló könyvtárhálózatát is.
Temesvárott a társadalmi kezdeményezésből létrehozott közületi könyvtárak egész sora a második világháború végéig fenn tudta tartani magát. A szakmai színvonal és az általános műveltség emelése szempontjából az Ipartestület többnyelvű könyvtára töltötte be a vezető szerepet; a temesvári Római Katolikus Ifjúsági Egyesület könyvtára Fodor Józsefnek, a Vásárhelyi Találkozón (1937) részt vett gyárvárosi plébánosnak az irányítása alatt játszott közvélemény-alakító szerepet. A közületi könyvtárak szervezésébe bekapcsolódott az Arany János Társaság is, amely önkéntes adakozások útján összegyűjtött könyvekből igyekezett az 1920-as években állandóan felfrissülő magyar népkönyvtári hálózatot létrehozni.

### Munkás- és szakszervezeti könyvtárak
Az aradi Általános Munkásegyesület már 1871-ben felszólította tagságát, hogy adományaival növelje a könyvtár állományát, s e célból műsoros előadást is rendezett. Az 1913-ban megnyílt új Munkásotthonnak már számottevő könyvtára volt, miközben az 1920-as években az egyes ágazati szakszervezetek is tovább gyarapították könyvtáraikat (a leggazdagabb a Vas- és Fémmunkások Szakszervezetéé volt, több mint 2000 kötettel).
A fejlődésnek a Munkásotthon 1929-es bezárása vetett véget, amikor a hatóságok a könyveket elkobozták. A felvett rendőrségi jegyzőkönyv tanúsága szerint az anyagban pártkiadványokat és a marxizmus-leninizmus klasszikusainak műveit találták. A hatósági beavatkozást az akkori állománynak csak kis töredéke vészelte át, ezt jelenleg a Megyei Könyvtár őrzi. 1934 és 1937 között a megsemmisített könyvtárak pótlására a Szakszervezeti Tanács művelődési központot létesített, ámde a szakszervezetek 1938-as feloszlatásával gyakorlatilag ez a létesítmény is az önkény áldozatául esett.

### Egyházi könyvtárak
Inkább művelődéstörténeti szerepet töltött be, mintsem mindennapi szükségletet elégített ki a Minorita Rendtartomány Szent Antal Könyvtára, ahová a vidéki rendházak (Lugos, Marosvásárhely, Nagybánya, Nagyenyed) birtokában levő könyvritkaságokat és régi magyar nyomtatványokat is egybegyűjtötték. A II. világháború idején a Blédy Géza vezetése alatt álló Magyar Népközösség könyvtára igyekezett az aradi olvasóközönség szolgálatára állni.
Nagyvárad legjelentősebb – 1944-ben 45 000 kötetet számláló – közületi könyvtára eredetileg a Római Katolikus Püspökség birtokában volt. Muzeális értéke (ősnyomtatványok, régi bibliofil kiadások) mellett művelődéstörténeti becsét emelte az a körülmény is, hogy az egyházmegye egykori jeles püspökének, Ipolyi Arnold művészettörténésznek és etnográfusnak a hagyatékát is itt őrizték. A népies hitbuzgalmi kiadványok szempontjából érdekes gyűjtemény volt a Kapucinus Rendház könyvtára, mivel a nagyváradi kapucinusok letelepedésük óta főként népmissziók tartásával és katonalelkészi feladatok ellátásával foglalkoztak.

### A Szigligeti Társaság könyvtára
Gyér látogatottsága volt a Szigligeti Társaság mintegy 5000 kötetes könyvgyűjteményének. A zömben XIX. századi kiadványokból álló anyagnak, amelynek kiegészítéséhez a két világháború között hiányzott az anyagi fedezet, fő büszkesége Rádl Ödönnek, a Társaság köztiszteletben álló elnökének Goethe-gyűjteménye volt. Szerencsés kezdeményezésnek ígérkezett, hogy 1926-tól a Szigligeti Társaság rendszeresen kezdte gyűjteni a Nagyváradon megjelent kiadványokat. A városban működő számos egyleti könyvtár (köztük a Katolikus Köré, Kereskedelmi Csarnoké, Legényegyleté, Munkásotthoné) mellett a legátfogóbb társadalmi hatást az Ipartestületi Könyvtár gyakorolta, amely olvasóinak látókörét irodalmi törvényszékek, valamint szabadegyetemi előadások rendezésével is tágította.

### Szatmárnémeti közületi könyvtárai
Szatmárnémetiben a Római Katolikus Püspökség mondhatta magáénak a legjelentősebb közületi könyvtárat. Fejlesztésének intézményes alapjait Schlauch Lőrinc bíboros vetette meg és Meszlényi Gyula püspök biztosította. A gyűjtemény régi anyagában európai hírű XVI. századi törökellenes röpiratok is voltak (Turcica), de ezeknek mára nyoma veszett. A könyvállomány maradványai jelenleg a Román Akadémia kolozsvári fiókjának könyvtárában találhatók. Szép magyar nyelvű könyvtára volt az Iparos Otthonnak, a Zsidó Hitközség pedig 10 000-es nagyságrendű könyvtárral büszkélkedhetett. Az 1940-es évek elején Szatmáron megyei szintű népnevelő könyvtárközpont kezdte meg működését többezres állománnyal. Mindezeknek a második világháború alatt és után szétszóródott könyvtáraknak fennmaradt anyaga ma különböző újonnan alapított kulturális intézmények könyvanyagát gazdagítja.

### Közületi könyvtárak Marosvásárhelyen
Marosvásárhely két világháború közti könyvtárkultúrájáról már csak azért is aránylag pontos képet alkothatunk, mivel hozzáértő gondos kezek néhány kulcsfontosságú könyvtár, többek közt a Munkásotthon és a Kaszinó könyveit átmentették, és a későbbiek során a Megyei Könyvtárban helyezték el.

### Bukaresti magyar közületi könyvtárak
Arra, hogy a közületi könyvtárak az átlagosnál nagyobb szerepet játszottak a romániai magyar művelődési életben, beszédes példát adott Bukarest, ahol a magyarság könyvtárteremtő törekvései a Koós Ferenc Kör, a Magyar Művelődési Egyesület, a Magyar Társulat és a többi ideig-óráig működött szakmai, ill. felekezeti tömörülés keretében érvényesültek. Nagyenyeden a Magyar Kaszinó gazdag könyvtárát a Kőrösi Csoma Sándor nyomdokain Teheránig eljutott Farkas Sándor gondozta.

### További egyesületi könyvtárak
Kovács Károlynak, a Déva és Vidéke szerkesztőjének szorgalmazására a nyomdászok és az ifjúság körei szervezték meg a maguk kölcsönzés alapján működő könyvtárát; a nagyszebeni Magyar Iparosegyesület szintén színvonalas irodalmi könyvtárat teremtett magának, könyvanyaga az egyesület megszűnte után, az 1950-es években a Bolyai Tudományegyetem magyar irodalomtörténeti tanszékére, a segesvári Magyar Kaszinó könyvei Binder Pál 1963-as felmérése szerint az akkori Rajoni Könyvtár birtokába kerültek. A helyzet a székelyföldi városokban is hasonlóképpen alakult: az olvasótömegek ellátásáról eredetileg ott is többnyire a kaszinói, vagy pedig az ipartestületi könyvtárak gondoskodtak, s ezek anyaga került megszüntetésük után, az 1940-es évek végétől a későbbi városi tanácsi fennhatóságú nyilvános könyvtárakba.

## Kölcsönkönyvtárak, magángyűjtemények
Csonka volna az 1947-48-ig terjedő korszak romániai magyar könyvhálózatának vázlatos áttekintése, ha megfeledkeznénk a kereskedelmi vállalkozás jellegű kölcsönkönyvtárak társadalompolitikai és művelődési jelentőségéről, s nem emlékeznénk meg a magányos könyvgyűjtők számtalan kulturális értéket átmentő gyűjteményeiről, melyek mára többnyire a közkönyvtárak vagy könyvmúzeumok állományát gazdagítják.

## Háborús veszteség
A második világháború folyamán történelmi könyvállományunk pótolhatatlan vesztesége volt a sepsiszentgyörgyi Székely Nemzeti Múzeum könyv- és kézirattári értékeinek pusztulása, amikor a front elől 1944-ben elmenekített múzeumi anyag bombatámadás áldozata lett.

## 1944 után
A romániai magyar könyvtárak 1944-es történelmi fordulatot követő megpróbáltatásait követte a közművelődési jellegű közkönyvtárak új hálózatának kiépítése. Ezt a Minisztertanács mellett működő Kulturális Intézmények Bizottsága, majd az Oktatás- és Művelődésügyi Minisztérium végezte. A döntő fordulatot e téren két elvi jellegű központi intézkedés hozta, úgymint a Minisztertanács 1951/1342, ill. az 1955/1172. számú határozata. Előbbi szabályozta a közigazgatási beosztás szerint tagozódó területi könyvtárak működési körét, utóbbi pedig létrehozta Bukarestben az Állami Központi Könyvtárat (Biblioteca Centrală de Stat). Ennek feladatai közé tartozott az 1952-ben újonnan alapított Könyvkamara által elkezdett kurrens nemzeti könyvészet folytatása s a begyűjtött köteles nyomdai példányok alapján azok megjelentetése két sorozatban (könyvek, albumok, térképek, zeneművek bibliográfiája, ill. a folyóiratok repertóriuma), továbbá a köteles nyomdai példányok szétosztása, a nemzetközi könyv- és időszaki nyomtatványcsere központi irányítása és nyilvántartása. Ugyanennek az intézménynek a hatáskörébe utalták a könyvmúzeum-jellegű dokumentációs könyvtárak felügyeletét is.
Az új szervezeti formák kialakítását és a velejáró erőszakos központosítást a romániai magyar könyvtárak ugyancsak megsínylették.
A Batthyaneum, a Bethlen Kollégium Nagykönyvtára, a Teleki Téka és az EME Régi Magyar Könyvtár-gyűjteménye a kolozsvári Egyetemi Könyvtárban érintetlen maradt, de más nagy múltú iskolák és intézmények könyvállományát 1950-ben a román akadémia kolozsvári fiókjának egyesített könyvtárába vonták össze. Ez történt a volt Lyceum-könyvtár, valamint az államosított Református és Unitárius Kollégiumok könyvtára könyveivel, a Balázsfalváról beszállított Görögkatolikus Érseki Könyvtár nyomtatott és kéziratos anyagával. Ugyancsak idekerültek a szatmári Római Katolikus Püspöki Könyvtár roncsai, a Ferencesek Erdélyi Rendtartományának könyvei és kéziratai, amelyekhez a későbbiek során az EME levéltárának kézikönyvtárát is odacsatolták.
A felekezeti iskolák államosítása az 1947-48-as tanév befejezése után gyökeres változásokat okozott az iskolai könyvtárak hálózatában. Egyes újonnan szervezett iskolaközpontok a jogelődeiktől örökölt közérdekű, de az oktatás közvetlen folyamatában már fel nem használható könyvanyagból dokumentációs részlegeket alakítottak ki. Aradon így került zömben az Állami Magyar Líceum birtokába az egykori katolikus főgimnázium és főreáliskola tanári könyvtára, míg az ifjúsági könyvtár anyagát az újonnan alakult magyar iskolák között osztották szét. Ezt a bázist használta fel Ficzay Dénes tanár arra, hogy növendékeivel karöltve az aradi vonatkozású nyomtatványok társadalmi méretű gyűjtőmozgalmát kezdeményezze. A főgimnázium épületében működő Ioan Slavici Líceum gondozásában maradt az Orczy-Vásárhelyi Könyvtár mintegy 3000 kötetnyi töredéke, míg a II. világháborút átvészelt értékes 18. századi könyvek nagyobb része a Megyei Könyvtárba került. Az Állami Levéltár aradi fiókjának gondoskodása mentette meg az elkallódástól a volt Felsőkereskedelmi Iskola gazdag periodica-gyűjteményét, s viszonylag épen került az aradi múzeum birtokába Lippáról a városka kereskedelmi iskolájának ama könyvtára is, amelyet az 1920-as években Sever Bocu volt román kereskedelmi miniszter vásárolt meg ottani kastélya számára. E könyvtár szakszerű fejlesztésében lippai tanári működése idején Braun Róbert (1879–1937), a magyar szociográfiai irodalom úttörője szerzett érdemeket.
Szatmáron az 1980-as évek elején az 5. számú Ipari Líceumnak volt a legjelentősebb magyar nyelvű könyvtára, a volt Református Kollégium dokumentáris részleggé nyilvánított tanári könyvtára pedig sok hányattatás után a Megyei Könyvtár felügyelete alá került. A zilahi Wesselényi Kollégium nagykönyvtárának szakszerű megóvását jelenleg a kolozsvári Központi Egyetemi Könyvtár vállalta magára, s néhány éve ugyanennek az intézménynek rendelték alá a nagyenyedi Bethlen Könyvtárat is. Közben az egyetem filológiai és történeti karainak könyvtárai – didaktikai feladataik figyelembevételével – ugyancsak állagmentő szerepet töltöttek be.
A régi magyar iskolai könyvtárak sorsa csak ott jutott nyugvópontra, ahol – mint Székelyudvarhelyen, Sepsiszentgyörgyön vagy Brassóban – sikerült az eredeti helyszínen állandó jellegű dokumentációs részlegeket létesíteni és fenntartani.
Közületi könyvtárként az új állami hálózat végleges körvonalazódását megelőzően Aradon az UTA szakszervezeti könyvtára, valamint a Hangya-érdekeltségű Ajutorul Hitelszövetkezet rendelkezett az 1944-et követő években a legváltozatosabb magyar könyvállománnyal. Utóbbit Gadó Jenő igazgató szervezte még 1938-ban, és csak alaptőkéjének inflációs elértéktelenedése késztette a szövetkezet vezetőségét 1947-ben arra, hogy a mintegy 5000 kötetnyi törzsállományt átadja a Magyar Népi Szövetség helyi tagozatának. A kolozsvári Dermata (majd Herbák János Bőripari Kombinát) üzemi könyvtára jól szervezettségével tett szert országos hírnévre. Szatmáron az Augusztus 23 és az Unió üzemek könyvtárainak magyar könyvválasztéka az 1980-as évek elején a Megyei Könyvtáréval vetekedett.
Később a szakszervezeti és üzemi könyvtárak közművelődési szerepét is fokozatosan a városi és megyei könyvtárak vették át, mivel nekik rendeltetésüknél fogva inkább módjukban áll a szükséges könyvtári munka színvonalas formáihoz illő infrastruktúra (rendszeres közönségszolgálat, ajánló kurrens könyvészetek összeállítása, mozgó könyvtárak, könyvkiállítások, író-olvasó találkozók, vetélkedők szervezése) megteremtése.
A romániai magyar könyvtármozgalomhoz szervesen hozzátartozott, hogy 1950-től jó ideig magyar nyelven is biztosítva volt a szakszerű központi irányítás. Ezt a célt szolgálta 1950 és 1953 között az RNK Minisztertanácsa mellett felállított Kulturális Intézmények Bizottságának kiadásában megjelenő Könyvtárosok Tájékoztatója c. havi folyóirat (összesen 29 szám), melynek új folyamát évnegyedi folyóirat gyanánt 1957 és 1964 között az Oktatási és Művelődési Minisztérium, 1965-ben pedig a Művelődési és Művészetügyi Állami Bizottság adta ki. E lap közvetlen folytatása volt a mind kifejezettebben könyv- és művelődéstörténeti profillal 1973 végéig megjelenő Könyvtári Szemle, majd pedig az 1978-tól 1982 márciusáig évente négyszer a Művelődés önálló mellékleteként közreadott Könyvtár c. rovat. Ezt 1981-ig Mezei József, az utolsó öt számot pedig Balogh József szerkesztette.